# 布鲁万
布鲁万（法語：Broin，法語發音：[bʁwɛ̃]）是法国科多尔省的一个市镇，位于该省东南部，属于博讷区。

## 地理
布鲁万（47°4'44"N, 5°6'32"E）面积14.18 平方千米，位于法国勃艮第-弗朗什-孔泰大區科多尔省，该省份为法国中东部省份，北起奥布省，西接涅夫勒省和约讷省，南至索恩-卢瓦尔省，东南接汝拉省，东临上索恩省，东北部与上马恩省接壤。
与布鲁万接壤的市镇（或旧市镇、城区）包括：圣尼古拉莱西托、巴尼奥、索恩河畔欧维拉尔、阿尔日伊、博南孔特尔、热尔朗、勒沙特莱。
布鲁万的时区为UTC+01:00、UTC+02:00（夏令时）。

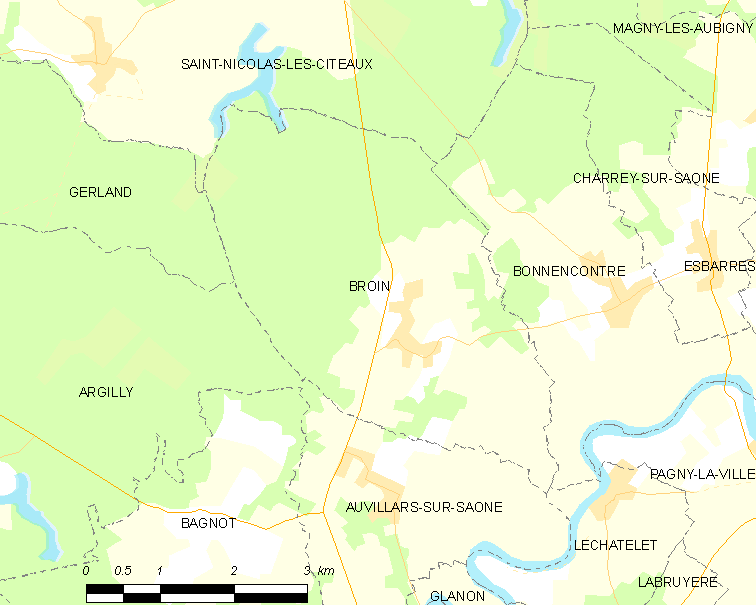
布鲁万的OSM定位图

## 行政
布鲁万的邮政编码为21250，INSEE市镇编码为21112。

## 政治
布鲁万所属的省级选区为布拉泽昂普莱讷县。

## 人口

1962-2008年间布鲁万人口变化图示

布鲁万于2022年1月1日时的人口数量为410人。